# لويز فلانغن
لويز فلانغن (بالإنجليزية: Louise W. Flanagan) هي قاضية ومحامية أمريكية، ولدت في 1962 في ريتشموند في الولايات المتحدة.